# Espinela (mineral)

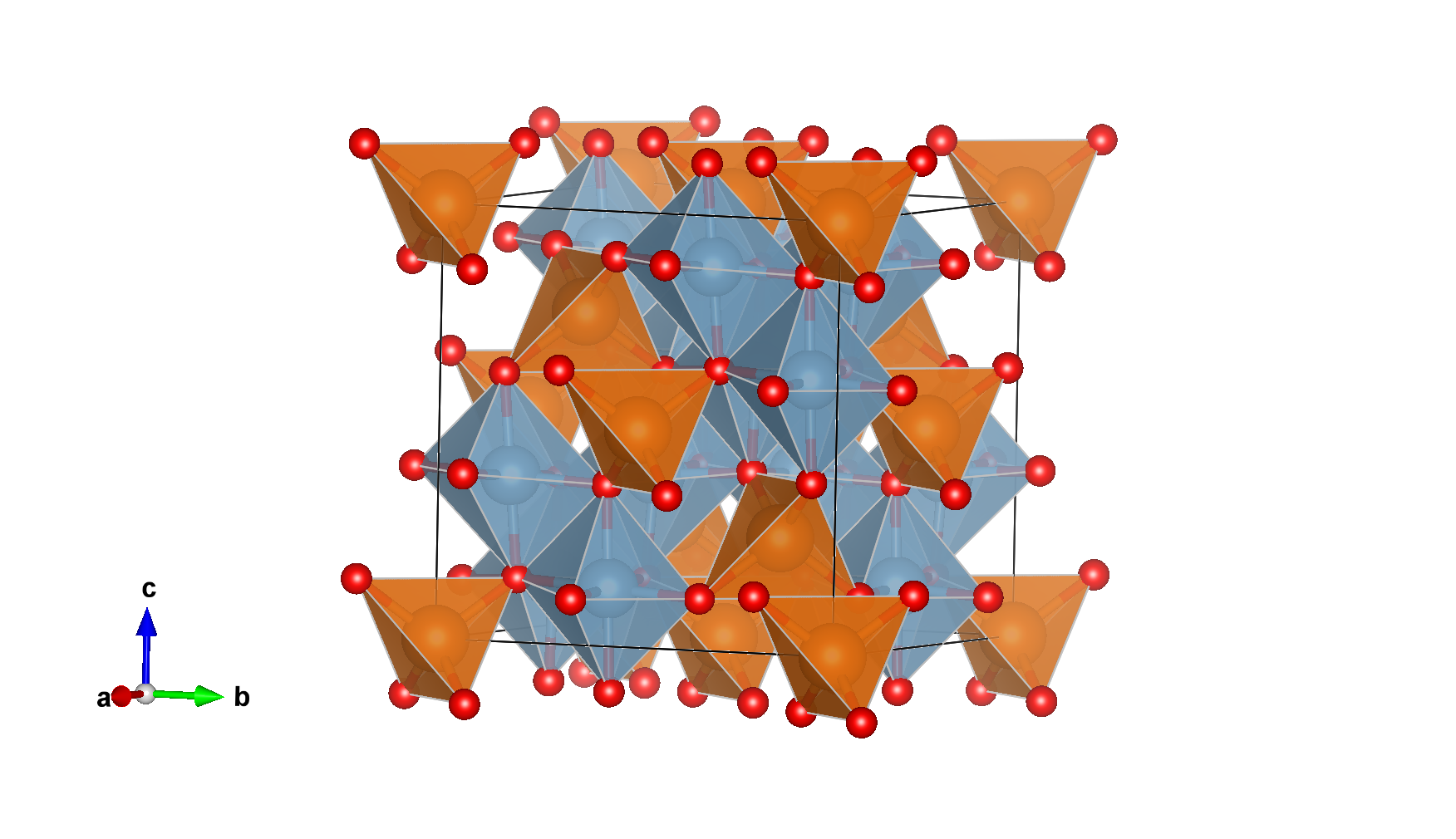
Representación poliédrica de la estructura de la espinela

La espinela es un mineral de fórmula química MgAl2O4. Pertenece al grupo de los óxidos, cristaliza en sistema cúbico, tiene una dureza de 8 en la escala de Mohs, fractura irregular, brillo vítreo y raya blanca. La espinela constituye una familia de gemas de colores muy diversos debidos a la presencia de impurezas en sus cristales. La más popular de todas ellas, la espinela noble o espinela roja, era muy apreciada en la Edad Media.

## Etimología
El origen del nombre de este mineral es confuso. Algunos expertos creen que procede de la palabra latina spina, por la forma puntiaguda de sus cristales más habituales, los octaédricos. Otros, en cambio, opinan que deriva del término griego spinos, que significa "chispa", en alusión al color brillante de su variedad roja y a su brillo centelleante. En cualquier caso, la palabra espinela es un préstamo del nombre del mineral en italiano, "spinella".

## Sus diversas coloraciones
Los colores y tonalidades bajo los que se presenta la espinela han dado lugar a diferentes variedades:

### Gahnoespinela
La gahnoespinela o gahnita (denominada así en honor del químico sueco Johan Gottlieb Gahn) es una variedad de un atractivo color azul debido a la presencia de hierro, zinc y, con menor frecuencia, cobalto.

### Pleonasto
El contenido en hierro de esta variedad le confiere un color negro a verde oscuro. También es conocida como ceilanita, por el nombre de la isla de Ceilán (actual Sri Lanka), donde existen importantes yacimientos.

### Espinela roja
Es la variedad de color rojo intenso, relacionado con la presencia de cromo, que se puede intercambiar con aluminio.

## Presencia y aspecto
La espinela se forma en rocas metamórficas, como los mármoles, y en rocas ígneas, como los granitos, aunque también es fácil hallarla en depósitos aluviales, entre piedras y arenas arrastradas por los ríos. Estos depósitos se llaman placeres de gemas. Es una piedra transparente, fluorescente a los rayos ultravioleta y que existe en todos los colores, si bien la tonalidad más apreciada es el rojo intenso semejante al del rubí.

## Aplicaciones
La espinela es una piedra preciosa que se extrae sobre todo para ser usada en joyería, donde se utiliza como piedra de talla montada en sortijas, pulseras, pendientes o collares. Los ejemplares que no sirven como gemas se destinan, gracias a la dureza de esta piedra, a la fabricación de mecanismos de relojería, de polvos abrasivos y de cerámicas superelásticas (capaces de estirarse hasta el doble de su tamaño original, sin cambiar sus propiedades físicas), mediante el proceso de deformación plástica.
Deformación plástica de la espinela
Lo fundamental en el proceso de forjado de la espinela es la obtención de una solución, sobresaturada, de finísimos granos de la cerámica en cuestión por lo que, estos no pueden formar microgrietas en los bordes de los granos cuando se le aplica un esfuerzo al elemento cerámico. Por otra parte, los granos más grandes únicamente pueden aliviar las tensiones por el agrietamiento en la superficie de contacto. Los planos de granos muy finos tienden a deslizarse bajo pequeños esfuerzos continuos, lo que hace el proceso más viable económicamente; elevadas tensiones continuadas podrían romper las matrices forjadas.
En los ensayos, la espinela se deforma bajo tensiones elevadas con velocidades de deformación de 10-5 a 10-3 Sg-l y temperaturas entre 1450 °C y 1612 °C. La espinela se vuelve dúctil para bajas velocidades de deformación (bajas velocidades de aplicación de la tensión) y elevadas temperaturas, especialmente a temperaturas próximas a la de fusión.
Aunque se obtienen alargamientos varias veces superiores a la longitud primitiva de la probeta, la forma y tamaño de los cristales permanece equiaxial e igual.
La forja superplástica de la espinela ha sido ya ensayada para tratar de mejorar su fiabilidad a causa de los fallos por defectos estructurales.

## Propiedades atribuidas antiguamente
Piedra mágica que ahuyentaba la melancolía, la espinela roja ha sido considerada durante mucho tiempo un carbunclo, nombre que se daba a las piedras preciosas que, como el rubí o el granate, se suponía que en la oscuridad brillaban como un carbón encendido.
Antiguamente la espinela se empleaba con frecuencia en las prácticas de magia en sustitución del rubí, por considerarse que ambas piedras compartían las mismas vibraciones energéticas positivas. Asimismo, la espinela se solía emplear para montarla en joyas nobiliarias y eclesiásticas, en lugar del rubí (en muchos casos con buena fe, porque no se hacía distinción entre ambas piedras).

## Parecidos y diferencias con los rubíes
No es raro que, a la luz del día, una espinela roja de calidad supere en belleza a los propios rubíes, que aparecen más violáceos. Bajo luz artificial, sin embargo, estos últimos recobran su esplendor, mientras que las espinelas se muestran más apagadas y más parecidas a los granates.

## Espinelas célebres

La Corona imperial de Rusia.

Existen espinelas que ocupan un lugar de honor en la historia. La más famosa es una piedra de un rojo intenso que adorna la corona de Catalina II de Rusia. Le siguen dos magníficas espinelas que en su día se engarzaron como rubíes en la Corona imperial del Estado: el Rubí Príncipe Negro, de 170 quilates, y el Rubí Timur, de 352 quilates, que lleva grabados los nombres de varios emperadores mongoles. Una pieza de 500 quilates, conocida como espinela de Samaria, pertenece a las Joyas de la Corona Iraní.

## Talla
Aunque en el pasado los cristales octaédricos de la espinela se engarzaban en las joyas sin labrar o simplemente pulidos, hoy se encuentra esta gema tallada de maneras muy diferentes. En general suele tallarse empleando la talla mixta, la talla en tabla o la talla en brillante ovalada. La talla mixta puede ser octogonal, en cojín o en escalera. Cuando se tallan en cabujón las piedras que presentan el fenómeno del asterismo, de manera que cuando se iluminan muestran una estrella de cuatro puntas.

## En la cultura popular
- En el videojuego de CAPCOM Resident Evil 4, los personajes pueden vender estas piedras.[13]

- En "Steven Universe: La película" y "Steven Universe Future", ficciones creadas por Rebecca Sugar, aparece un personaje creado a partir de este mineral.[14]